# Lygodactylus roavolana
Lygodactylus roavolana — вид геконоподібних ящірок родини геконових (Gekkonidae). Ендемік Мадагаскару.

## Поширення і екологія
Lygodactylus roavolana мешкають в горах Манантантелі і Андохахела на південному сході острова Мадагаскар, в регіоні Анузі. Вони живуть у вологих тропічних лісах, на висоті до 100 м над рівнем моря.

## Збереження
МСОП класифікує цей вид як такий, що перебуває під загрозою зникнення. Lygodactylus roavolana загрожує знищення природного середовища. 